# Ljubomir Davidović
Ljubomir Davidović (Vlaško Polje, 24 de dezembro de 1863 – Belgrado, 19 de fevereiro de 1940) foi primeiro-ministro (1919-1920 e 1924) do Reino dos Sérvios, Croatas e Eslovenos.
Em 1901, tornou-se membro do parlamento sérvio, e desempenhou um papel importante na fundação do Partido Radical Independente, tornando-se seu líder em 1912. Entre 1914 e 1917, foi ministro da Educação no gabinete sob Nikola Pašić, e em 1918, no primeiro governo iugoslavo.
No ano seguinte, tornou-se líder de outro partido recém-fundado, o Partido Democrata. Como tal, foi primeiro-ministro na coalizão de democratas e socialistas, entre 1919 e 1920. Seria primeiro-ministro brevemente outra vez em julho de 1924, em uma coalizão de democratas, clérigos eslovenos, e bósnios muçulmanos, com o apoio do Partido Camponês Croata. Depois do golpe militar-monarquista de 6 de janeiro de 1929, foi um dos líderes da chamada oposição unida. Apoiou a restauração do parlamentarismo no país.